# Аллік Гендрік Гансович
Гендрік Гансович Аллік (15 березня 1901, волость Аб'я Ввльяндиського повіту Естляндської губернії, тепер Естонія — 8 травня 1989, місто Таллінн, тепер Естонія) — радянський та естонський державний діяч, заступник голови Ради міністрів Естонської РСР, голова Державної планової комісії при Раді міністрів Естонської РСР. Депутат Верховної ради Естонської РСР. Депутат Верховної Ради СРСР 7-го скликання.

## Життєпис
Народився в родині сільськогосподарського робітника. Мати працювала старостою приходу лютеранської церкви у Халлісті. Зі шкільних років, крім російської та естонської, Гендрік Аллік володів англійською, німецькою та французькою мовами. До 1916 року був наймитом і чорноробом на залізниці та льонофабриці.
У 1916—1922 роках працював рахівником на «Балтійській мануфактурі» (бавовняній фабриці) в Таллінні, де в жовтні 1917 року став членом РСДРП(б). У 1917—1918 роках — член редколегії журналу робітничої молоді «Noor Sotsialist». Брав участь у створенні Талліннського клубу соціал-демократичної молоді. У 1918 році обраний членом Ради робітничих депутатів Таллінна, а в 1920 році — заступником голови Ради робітничих старост «Балтійської мануфактури» та членом правління Всеестонської спілки молодих пролетарів. У 1922—1924 роках працював у редакції робітничих газет.
У серпні 1923 року керував Всеестонською конференцією робітничої молоді, а у листопаді 1923 року — з'їздом робітничих спортивних товариств Естонії. На виборах талліннської міської ради 1923 року був обраний міським радником Таллінна за списком «Союзу робітників». У 1923 році обраний депутатом естонського Рійгікогу ІІ-го скликання від «Єдиного фронту», увійшов до складу робітничої фракції. У 1923 році кооптований до складу ЦК Комуністичної партії Естонії і ЦК Комуністичної спілки молоді Естонії.
У січні 1924 року, виступаючи на робітничих зборів, Аллік був заарештований поліцією і звинувачений в «організації антидержавної змови». 27 листопада 1924 року відбувся «Процес 149 комуністів», на якому Гендріка Алліка було засуджено до довічної каторги. У в'язниці продовжував брати участь у робітничому русі. Був членом Тюремного бюро («Вабе») — всеестонського керівного центру політв'язнів-комуністів. Крім того, редагував випуск нелегальної газети «Вангімая кійр» («Тюремний промінь»). Газета, що виходила раз на місяць у 1927—1929 роках, писалася хімічним олівцем на найтоншому папері і передавалася по камерах.
Навесні 1938 року за загальною політичною амністією Алліка було випущено на волю. Влітку 1938 року обраний секретарем створеного керівного центру естонських комуністів — Нелегального бюро, яке до квітня 1940 року фактично виконувало функції Центрального Комітету Комуністичної партії Естонії.
У червні 1940 року був учасником радянської окурпації Естонії, керував захопленням будівлі політичної поліції Естонської республіки. У 1940 році був призначений головою комітету з керівництва торгівлею Естонії. З вересня 1940 по червень 1941 року — народний комісар торгівлі Естонської РСР. На початку німецько-радянської війни був одночасно призначений уповноваженим із продовольчих питань республіканського комітету оборони Естонської РСР.
На початку 1942 року брав участь в організації партизанської боротьби на тимчасово окупованій території Естонії. Пізніше входив до складу комісій військового округу як член народного комісаріату оборони Естонської РСР, Центрального комітету КП(б) Естонії та Ради народних комісарів Естонської РСР, де займався мобілізацією громадян Естонської РСР до 7-ї Естонської стрілецької дивізії.
У вересні 1942 року призначений секретарем партійної комісії і начальником політичного відділу щойно сформованого 8-го Естонського стрілецького корпусу. З грудня 1942 року на цій посаді брав участь у бойових діях під Великими Луками, Невелем, Новосокольниками Калінінського фронту.
У липні 1943 року призначений уповноваженим Центрального комітету КП(б) Естонії і Ради народних комісарів Естонської РСР при командуванні 3-го Прибалтійського фронту. Займався підтримкою зв'язку з Червоною армією, керував діяльністю оперативних груп південних повітів Естонської РСР.
30 грудня 1943 року призначений заступником голови Ради народних комісарів (з 1946 року — Ради міністрів) Естонської РСР (до осені 1944 року РНК Естонської РСР працював у Москві). Одночасно з 15 вересня 1945 по 19 квітня 1946 року був народним комісаром сільського господарства Естонської РСР.
У 1948 році закінчив заочно Таллінський політехнічний інститут.
27 грудня 1950 року знятий з посади заступника голови Ради міністрів Естонської РСР і виключений з партії, а за кілька днів заарештований і засуджений до 25 років в'язниці. Звільнений у 1955 році, реабілітований.
У 1955—1957 роках — міністр лісової промисловості Естонської РСР.
З 1957 року працював 1-м заступником, а з 28 січня 1961 по 19 березня 1973 року — головою Державної планової комісії при Раді міністрів Естонської РСР. Одночасно з жовтня 1965 по 19 березня 1973 року — заступник голови Ради міністрів Естонської РСР.
З 1973 року — персональний пенсіонер союзного значення в місті Таллінні.
Помер 8 травня 1989 року в Таллінні після важкої тривалої хвороби. Похований на Лісовому цвинтарі Таллінна.

## Родина
Був одружений із Ольгою Лаурістін, революціонеркою та естонською радянською державною діячкою.
Син Яака Алліка.

## Звання
- старший батальйонний комісар (1942)
- підполковник (28.02.1943)

## Нагороди та відзнаки
- два ордени Леніна (1950, 1965)
- орден Жовтневої Революції (1971)
- орден Червоного Прапора (1943)
- орден Вітчизняної війни І ст.
- орден Вітчизняної війни ІІ ст. (11.03.1985)
- орден Дружби народів (13.03.1981)
- медалі
- Почесний громадянин міста Таллінна (1980)